# Woulfesche Flasche

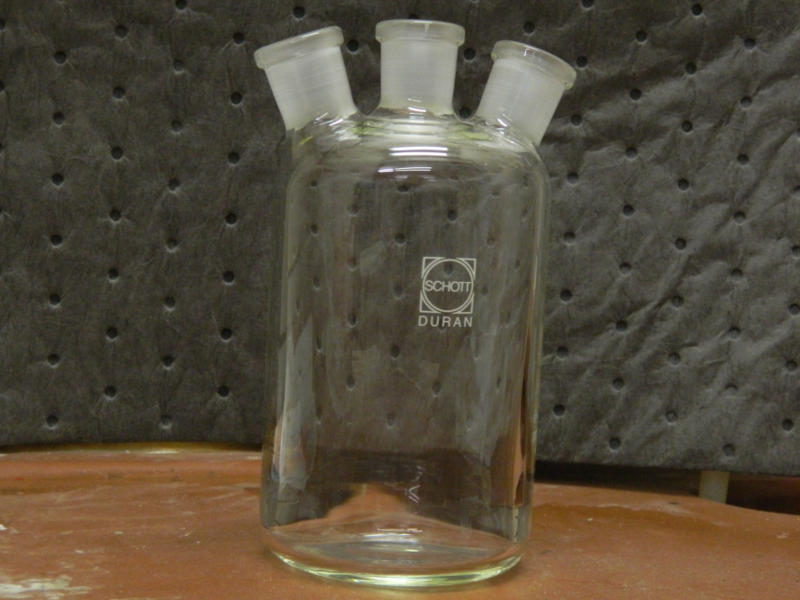
Woulfesche Flasche, Duranglas

Die Woulfesche Flasche [ˈwʊlf-] (nach Peter Woulfe, der 1767 die erste Beschreibung veröffentlichte), auch Woulfe-Flasche, Woulffsche Flasche, Woulffe’sche Flasche, Woulff’sche Flasche, Woulfsche Flasche oder Woulfe’scher Apparat genannt, ist ein Laborgerät, das heute praktisch ausschließlich in Vakuumapparaturen verwendet wird.
Woulfesche Flaschen sind heute meist aus Glas gefertigt, zylindrisch geformt und durch ihre dicke Wandung bei Unterdruck stabil. Früher verfügten sie über zwei, heute in der Regel über drei Hälse (Tuben) auf der Oberseite, die inzwischen mit Schraubgewinde versehen oder als Schliffverbindung ausgeführt sind. 

## Verwendung
Woulfesche Flaschen fanden im Laufe der Jahrhunderte vielfältige Einsatzbereiche.

### Herstellung von Gaslösungen
Anfänglich dienten Woulfesche Flaschen vor allem zum Auffangen bzw. Lösen von Gasen in Flüssigkeiten. Dazu wurden Woulfesche Flaschen auch aus Steingut hergestellt und dann vor allem bei der Herstellung von Salzsäure verwendet.
Hierbei wird das meist frisch hergestellte Gas durch ein Glasrohr, das durch einen der Hälse der Woulfeschen Flasche geführt wird und bis zu deren Boden reicht, in die Flüssigkeit (das Lösungsmittel) eingeleitet. Durch einen weiteren Hals kann nicht gelöstes Gas abgeleitet werden. Anschließend konnten alle Öffnungen mit Stopfen verschlossen und die Gaslösung so aufbewahrt werden.

### Gasentwicklungsgefäß

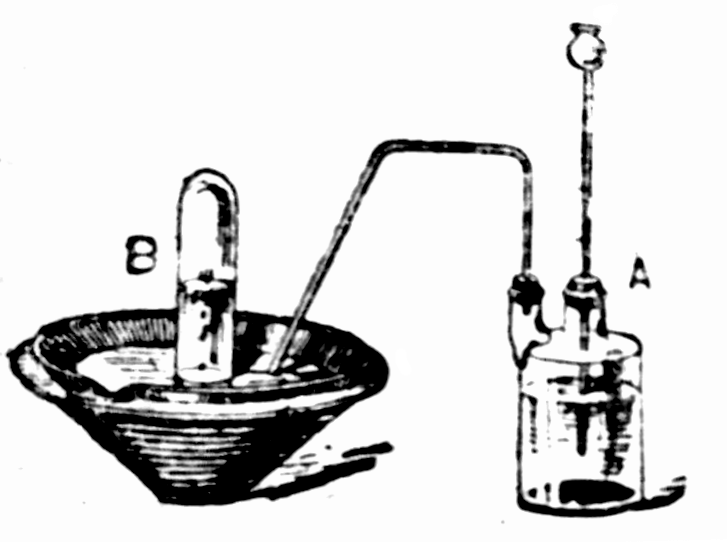
Verwendung der Woulfeschen Flasche zur Gaserzeugung (Historische Darstellung)

Woulfesche Flaschen können auch zur Herstellung eines Gases verwendet werden, das dann in einen zweiten Behälter überführt und dort aufbewahrt wird. So kann beispielsweise Wasserstoff erzeugt werden, indem in der Woulfeschen Flasche Zink in granulierter Form vorgelegt, mit Wasser überschichtet und durch einen Distel-Trichter verdünnte Schwefelsäure hinzugegeben wird:
{\displaystyle \mathrm {Zn+H_{2}SO_{4}\longrightarrow ZnSO_{4}+H_{2}(g)} }
Reaktion von Zink in verdünnter Schwefelsäure zur Freisetzung von Wasserstoff
Der sich entwickelnde Wasserstoff wird durch ein Glasrohr in ein zweites Gefäß überführt und dort aufgefangen, beispielsweise durch Verdrängung einer Sperrflüssigkeit wie Wasser.

### Gaswaschflasche

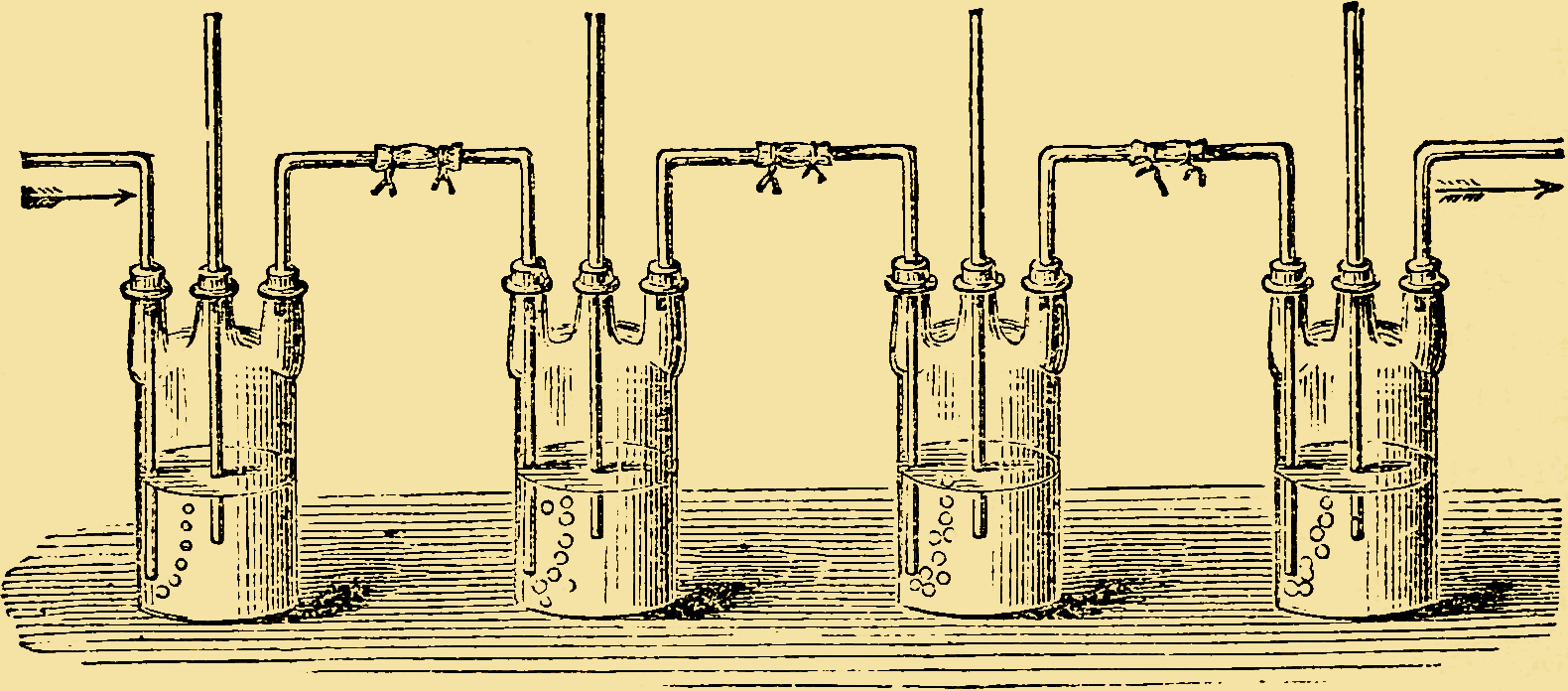
Mehrere in Serie angeordnete Woulfesche Flaschen zur Reinigung und/oder Trocknung von Gasen

Eine Serienschaltung von Woulfeschen Flaschen kann verwendet werden, um aus einem verunreinigten oder feuchten Gas die Nebenbestandteile auszuwaschen und es zu trocknen. Dazu werden entsprechende Waschflüssigkeiten in die Woulfeschen Flaschen gefüllt, in denen die Verunreinigungen gut, das aufzureinigende Gas jedoch schlecht löslich ist. Verwendung findet hier beispielsweise Barytwasser zur Entfernung von Kohlenstoffdioxid, konzentrierte Schwefelsäure zur Trocknung, Salzsäure zum Abfangen von basischen Bestandteilen wie Ammoniak oder Aminen und Natronlauge zur Neutralisation von sauren Gasen wie Schwefeldioxid.

### Vakuumzwischengefäß
Heute werden Woulfesche Flaschen in der Regel als Teil einer Vakuumapparatur verwendet. Dazu müssen sie einem äußeren Überdruck standhalten können. Oft sind die Flaschen aus Glas zusätzlich mit einer zähen Kunststofffolie ummantelt, die im Falle des Berstens Splitterflug vermeiden hilft.

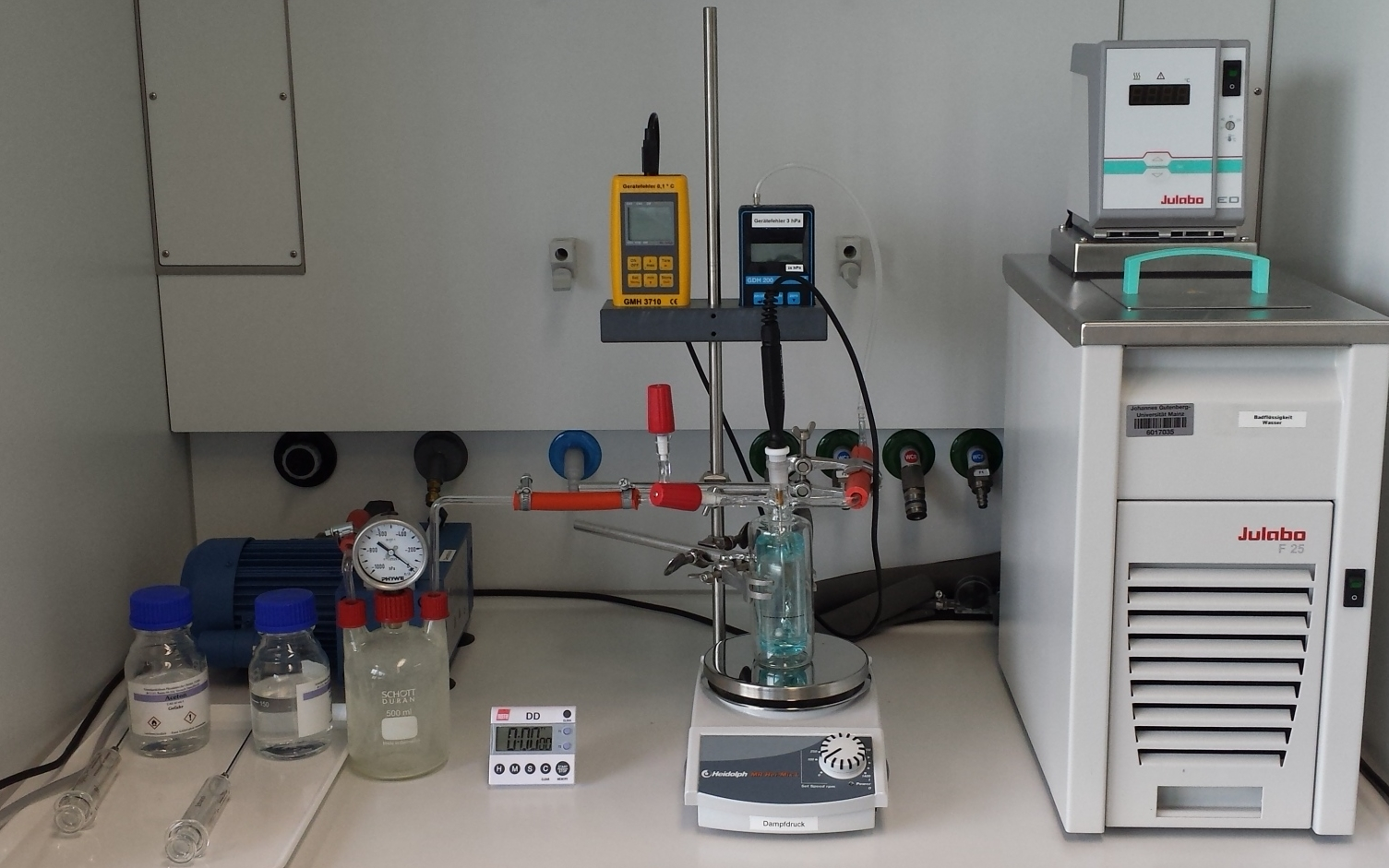
Die Woulfesche Flasche (links, mit Manometer) ist in diesem Versuchsaufbau an eine Membranpumpe angeschlossen, um einen Unterdruck in der zentral im Bild befindlichen Reaktionsapparatur zu erzeugen.

Die Apparaturen werden so aufgebaut, dass an einem Tubus der Woulfeschen Flasche die Vakuumpumpe angeschlossen wird, ein weiterer Tubus dient dem Anschluss des zu evakuierenden Gefäßes oder der zu evakuierenden Apparatur. Im dritten kann ein Hahn zur Vakuumregulierung eingebaut werden oder ein Druckmessgerät oder eine Kombination aus beidem zur Regelung und Kontrolle des Drucks.
Wird eine Wasserstrahlpumpe zum Erzeugen eines Vakuums verwendet, so wird bei einem plötzlichen Abfall des Wasserdrucks durch eine Woulfsche Flasche verhindert, dass das restliche, noch in der Pumpe vorhandene Wasser in die evakuierte Reaktionsapparatur gesaugt wird und dort eine chemische Reaktion entweder zum Scheitern bringt oder es zu gefährlichen Reaktionen kommt. Das Restwasser wird in der zwischengeschalteten Woulffschen Flasche aufgefangen. Auch umgekehrt werden Flüssigkeiten aus der Reaktionsapparatur von der Woulfsche Flasche aufgefangen und gelangen niemals in die Pumpe.
Zugleich dient die Woulfesche Flasche als Vakuumreservoir.